# Burkhard Lachmann
Burkhard Lachmann (geboren am 5. Oktober 1942 in Templin) ist ein deutscher Pathophysiologe und Pionier auf dem Gebiet der experimentellen Anästhesie und Intensivmedizin. Er ist Begründer des Open-Lung-Konzeptes.

## Werdegang
Burkhard Lachmann war Professor für experimentelle Anästhesiologie am Institut für Anästhesiologie des Erasmus Medical Center in Rotterdam. Seit 2007 ist er dort emeritiert und arbeitete  bis 2020 als Gastprofessor an der Abteilung für Anästhesiologie und Intensivmedizin der Charité – Universitätsmedizin Berlin. Er ist Spezialist für klinische Physiologie mit besonderem Bezug zu akuten Lungenerkrankungen bei Neugeborenen und Erwachsenen, Surfactant-Ersatztherapie, Lungenfunktion während der mechanischen Beatmung, Optimierung der mechanischen Beatmung bei Patienten mit Atemnotsyndrom und Xenon-Anästhesie. Er hat mehr als 500 wissenschaftliche Arbeiten veröffentlicht, darunter Übersichtsartikel und Buchkapitel, von denen die meisten verschiedene Aspekte der Pathophysiologie und Therapie in der Anästhesie, Intensivmedizin und Pneumologie behandeln. Im Laufe der Jahre war  Lachmann   Redner (etwa 450 eingeladene Vorträge), Seminarleiter und Vorsitzender bei  wissenschaftlichen Kongressen und hat verschiedene wissenschaftliche Auszeichnungen erhalten. Darüber hinaus ist er Ehrenmitglied verschiedener nationaler Gesellschaften.  Lachmann promovierte und habilitierte sich an der Humboldt-Universität zu Berlin. Außerdem erwarb er einen zusätzlichen Abschluss in medizinischer Wissenschaft (Dr. Med. Sci) am Karolinska-Institut in Stockholm.

## Publikationen
- Emilia Boerger, Martin Russ, Philip von Platen, Mahdi Taher, Lea Hinken, Anake Pomprapa, Rainer Koebrich, Frank Konietschke, Jan Adriaan Graw, Burkhard Lachmann, Wolfgang Braun, Steffen Leonhardt, Philipp A Pickerodt & Roland C E Francis: Induction of severe hypoxemia and low lung recruitability for the evaluation of therapeutic ventilation strategies: a translational model of combined surfactant-depletion and ventilator-induced lung injury. National Library of Medicine, 2022, doi:10.1186/s40635-022-00456-5, PMID 35902450, PMC 9334469 (freier Volltext) – (englisch).
- Martin Russ, Emilia Boerger, Philip von Platen, Roland C E Francis, Mahdi Taher, Willehad Boemke, Burkhard Lachmann, Steffen Leonhardt & Philipp A Pickerodt: Surfactant Depletion Combined with Injurious Ventilation Results in a Reproducible Model of the Acute Respiratory Distress Syndrome (ARDS). National Library of Medicine, 2021, doi:10.3791/62327, PMID 33900290 (englisch).
- The dawn of physiological closed-loop ventilation-a review.Platen PV, Pomprapa A, Lachmann B, Leonhardt S.Crit Care. 2020 Mar 29;24(1):121. doi:10.1186/s13054-020-2810-1.
- David Schwaiberger, Philipp A Pickerodt, Anake Pomprapa, Onno Tjarks, Felix Kork, Willehad Boemke, Roland C E Francis, Steffen Leonhardt & Burkhard Lachmann: Closed-loop mechanical ventilation for lung injury: a novel physiological-feedback mode following the principles of the open lung concept. National Library of Medicine, 2018, doi:10.1007/s10877-017-0040-0, PMID 28653135, PMC 5943391 (freier Volltext) – (englisch).
- Mario Menk, Jan Adriaan Graw, Clarissa von Haefen, Hendrik Steinkraus, Burkhard Lachmann, Claudia D Spies & David Schwaiberger: Angiotensin II type 2 receptor agonist Compound 21 attenuates pulmonary inflammation in a model of acute lung injury. National Library of Medicine, 2018, doi:10.2147/JIR.S160573, PMID 29750051, PMC 5935084 (freier Volltext) – (englisch).
- Abstracts of the 52nd Workshop for Pediatric Research : Frankfurt, Germany. 27-28 October 2016. National Library of Medicine, 2017, doi:10.1186/s40348-017-0071-0, PMID 28516419, PMC 5435609 (freier Volltext) – (englisch).